# Michiel Blanchart
Pour les articles homonymes, voir Blanchart.
Michiel Blanchart, né en 1993, à Louvain, est un réalisateur et scénariste belge.

## Biographie
De père wallon et de mère flamande, il suit des études secondaires dans un lycée en France, où il obtient un baccalauréat littéraire. Il s'inscrit ensuite à l'institut des arts de diffusion (IAD) à Louvain-la-Neuve.

## Filmographie
- 2014 : L'Annonce (court métrage)
- 2015-2016 : Lulu (court métrage)
- 2017 : Dynaman (court métrage)
- 2018 : Cul (court métrage)[4]
- 2019 : La Vague (série), coréalisé avec Stéphane Hénocque
- 2020 : T'es morte Hélène (court métrage)
- 2024 : La nuit se traîne (long métrage)

## Distinctions
- 2014 : Festival international du film policier de Liège : L'annonce : sélectionné
- 2015-2016 : Festival international du film francophone de Namur (FIFF) : Lulu : prix Be TV court métrage
- 2020 : T'es morte Hélène, primé au festival de Gérardmer en 2021, shortlisté pour les Oscars en 2022 et acheté dans la foulée par Sam Raimi pour en faire un remake américain[5],[4],[6]
- 2024 : Festival Nouvelles Vagues de Biarritz : prix du public pour La nuit se traîne[7], et critiques très élogieuses[8],[5]
- 2025: Ensors (België, Vlaanderen): Meilleur film belge francophone
- 2025: Magritte du cinéma (Belgique): Meilleur premier film, meilleur film, meilleur réalisateur, meilleur scénario